# Успенський Михайло Глібович
Михайло Глібович Успенський (рос. Михаи́л Гле́бович Успе́нский; 29 листопада 1950, Барнаул, РРФСР — 13 грудня 2014, Красноярськ, Росія) — російський письменник і журналіст.
Закінчив відділення журналістики Іркутського державного університету.
У 1967 вперше надрукував вірші, наприкінці 1970-х — оповідання. Автор гумористичних фантастичних оповідань і романів.
Мешкав у Красноярську, працював журналістом (політичним оглядачем) у місцевій газеті «Комок».
Лауреатом премій «Бронзовий равлик», «Мандрівник», «Золотий Остап» та премії ім. Аркадія і Бориса Стругацьких.

## Громадянська позиція
Займав активну громадянську позицію, брав участь в опозиційних заходах у Росії.
Виступив з осудом російської збройної агресії проти України.